# Pryteria ilicis
Pryteria ilicis là một loài bướm đêm thuộc phân họ Arctiinae, họ Erebidae.